# Lucanus capreolus
Lucanus capreolus (лат.) — северо-американский крупный жук рода Lucanus из семейства рогачей, называемый также «красновато-коричневый жук-олень» (англ. Reddish-brown Stag Beetle). Обитает в США и Канаде.

## Этимология названия
Видовое название этого жука-оленя «capreolus» на латинском означает «маленькая коза». В биологической номенклатуре термин обозначает косулю (например, Capreolus capreolus — европейская косуля). Изначально в 1763 году назван Линнеем Scarabaeus capreolus.
В 1775 году Фабрициус описал новый вид жука-оленя, назвав его Lucanus dama от Dama dama (лань). Позже это оказался описанный ранее Lucanus capreolus.

## Описание
Крупные тёмные красно-коричневые жуки, фемора более светлого оранжевого цвета, что является важной отличительной особенностью L. capreolus от Lucanus placidus. У жука сильно выражен половой диморфизм, как у большинства жуков-оленей. Самцы имеют более крупные чем самки жвалы, которые, как правило, в длину почти достигают размера головы. Однако, жвалы самцов не такие крупные как у Lucanus elaphus.

## Ареал
Ареал Lucanus capreolus распространяется от канадских Онтарио и Квебека на севере к югу до восточных и центральных штатов США (Небраска, Канзас, Теннеси, Северная Каролина).

## Местообитание
Лиственные леса и прилегающие территории, включая пригороды и парки.

## Жизненный цикл
Личинки питаются разлагающейся древесиной упавших стволов либо пней. Развитие личинки занимает от одного до 2 лет. Взрослые жуки ведут ночной образ жизни, активны летом, питаются древесным соком. Летят на свет.

## Галерея

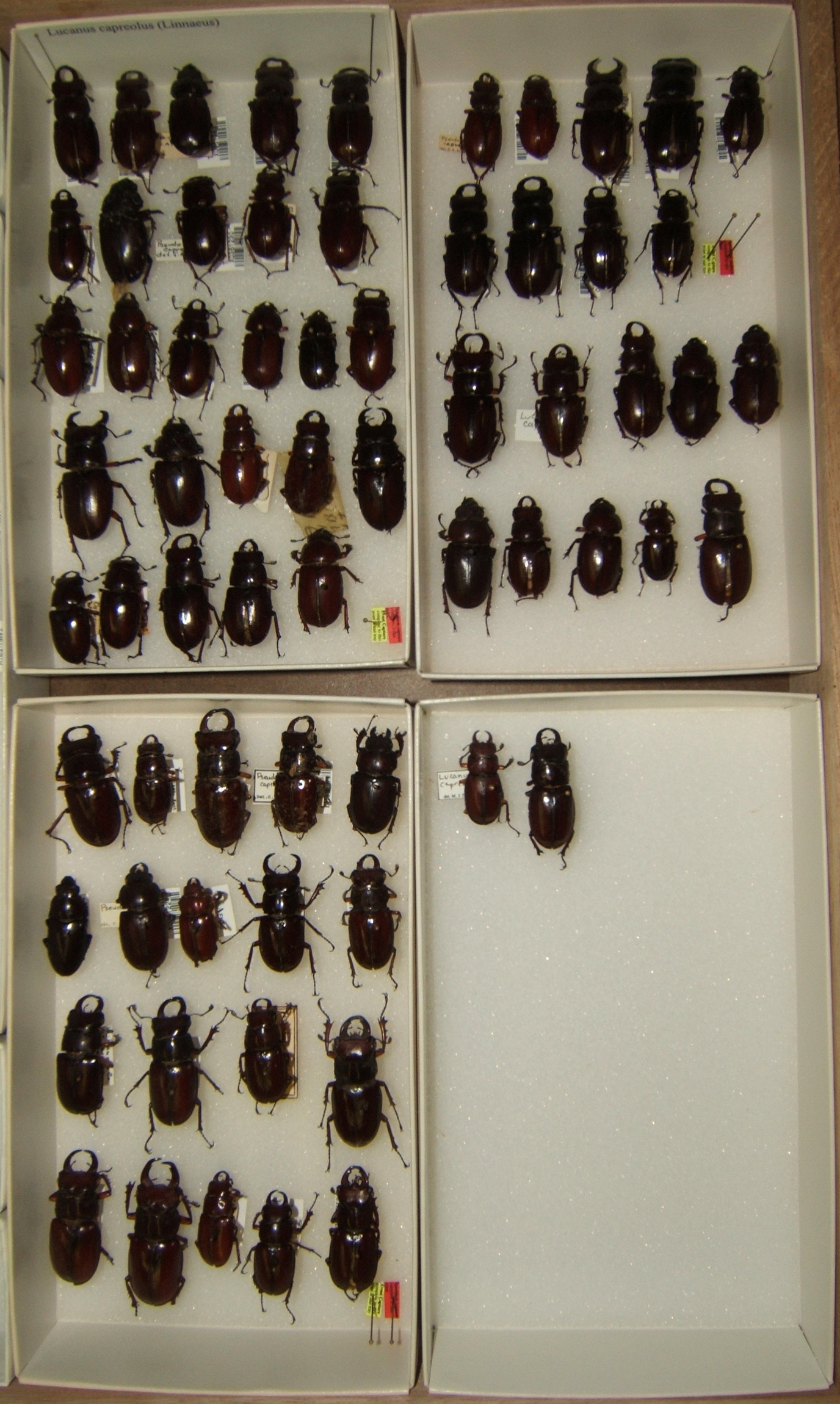
Полиморфизм Lucanus capreolus.